# Carrascoplein
Het Carrascoplein is een plein in Amsterdam Nieuw-West. Het is een knooppunt in het openbaar vervoer in Amsterdam.

## Plein
Het plein kreeg zijn naam op 7 september 1989 en vernoemd naar de luchthaven Carrasco van Montevideo (Uruguay). De naamgeving werd verricht door stadsdeel Amsterdam-Westpoort. Bij een latere herindeling van de stadsdelen kwam het in Amsterdam Nieuw-West te liggen.
Plein staat voor een open ruimte in de infrastructuur, maar dat is hier slechts gedeeltelijk het geval. Het plein ligt namelijk voor een groot deel onder de viaducten van de noord-zuidlopende sporen van het Station Amsterdam Sloterdijk. Dit zijn de in 1986 geopende Westelijke tak van de Ringspoorbaan en de in 1997 geopende metrolijn 50. Tot 2009/2010 was het een niemandsland waarvan de natuur bezit had genomen, nog eens benadrukt door de “kunstnatuur” (zie onder). 
Een functie als plein kreeg het eerst sinds november 2010 toen tramlijn 12 op dit plein zijn eindpunt kreeg maar op 22 juli 2018 werd vervangen door tramlijn 19. Daarvoor lag dit net als een busstation op het Orlyplein. Het busstation volgde een maand later.

## Kunst
In 1998 is er een kunstmatig landschap gecreëerd door Bureau West 8 Landscape Architects, onder andere bestaande uit roestige ijzeren boomstronken (stobben). In 2009 zijn de stronken bij de herinrichting van het plein verplaatst naar het Amsterdamse Bos (eerst bij de Bosbaan, later bij het Openluchttheater). Bij die herinrichting werd een artistieke fontein geplaatst, ontwerper onbekend. Aan de zuidrand van het plein staat  een beeld van Herbert Nouwens; het is beeld 10 uit zijn Beeldenroute Brettensuite. 
Van 2011 tot januari 2017 bevond zich op het plein Café 'De Amsterdamsche Tram', gevestigd in een oude tram (motorwagen 28) van de Wiener Lokalbahnen (WLB), geschilderd in de kleuren van de vroegere 'Blauwe Tram'.

## Afbeeldingen

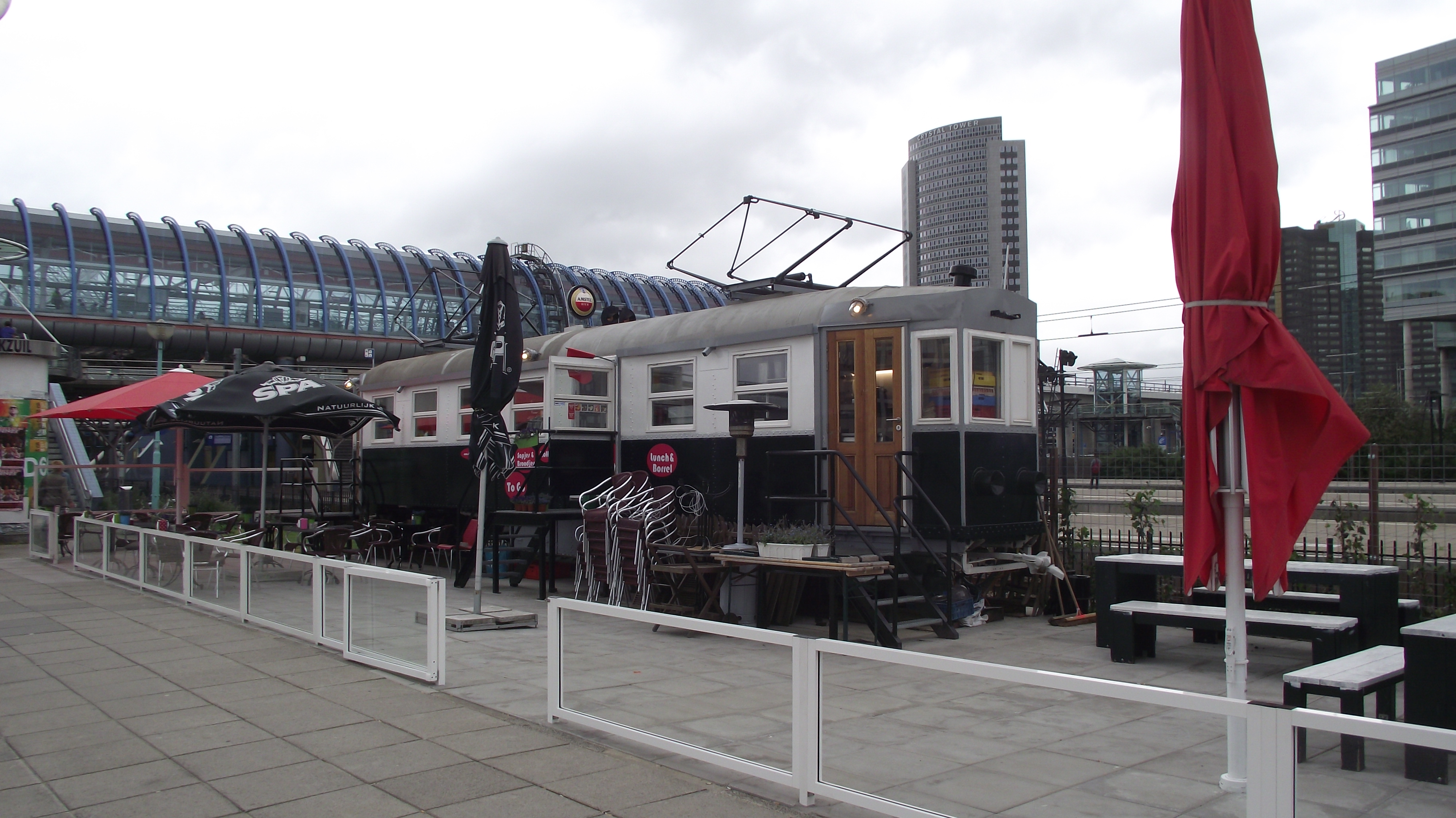
Café 'De Amsterdamsche Tram' (2013)
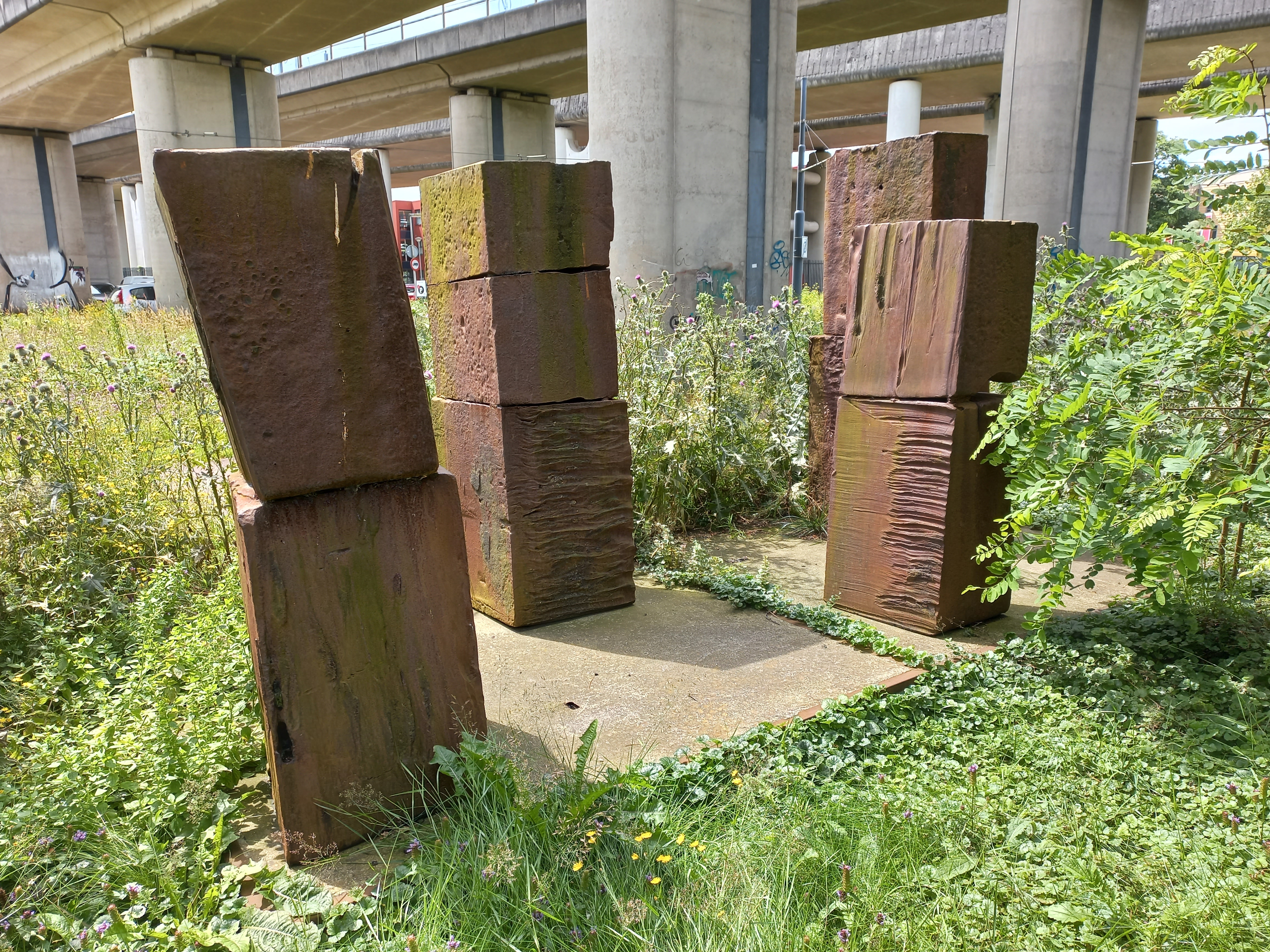
Brettensuite no 10 (juli 2024)
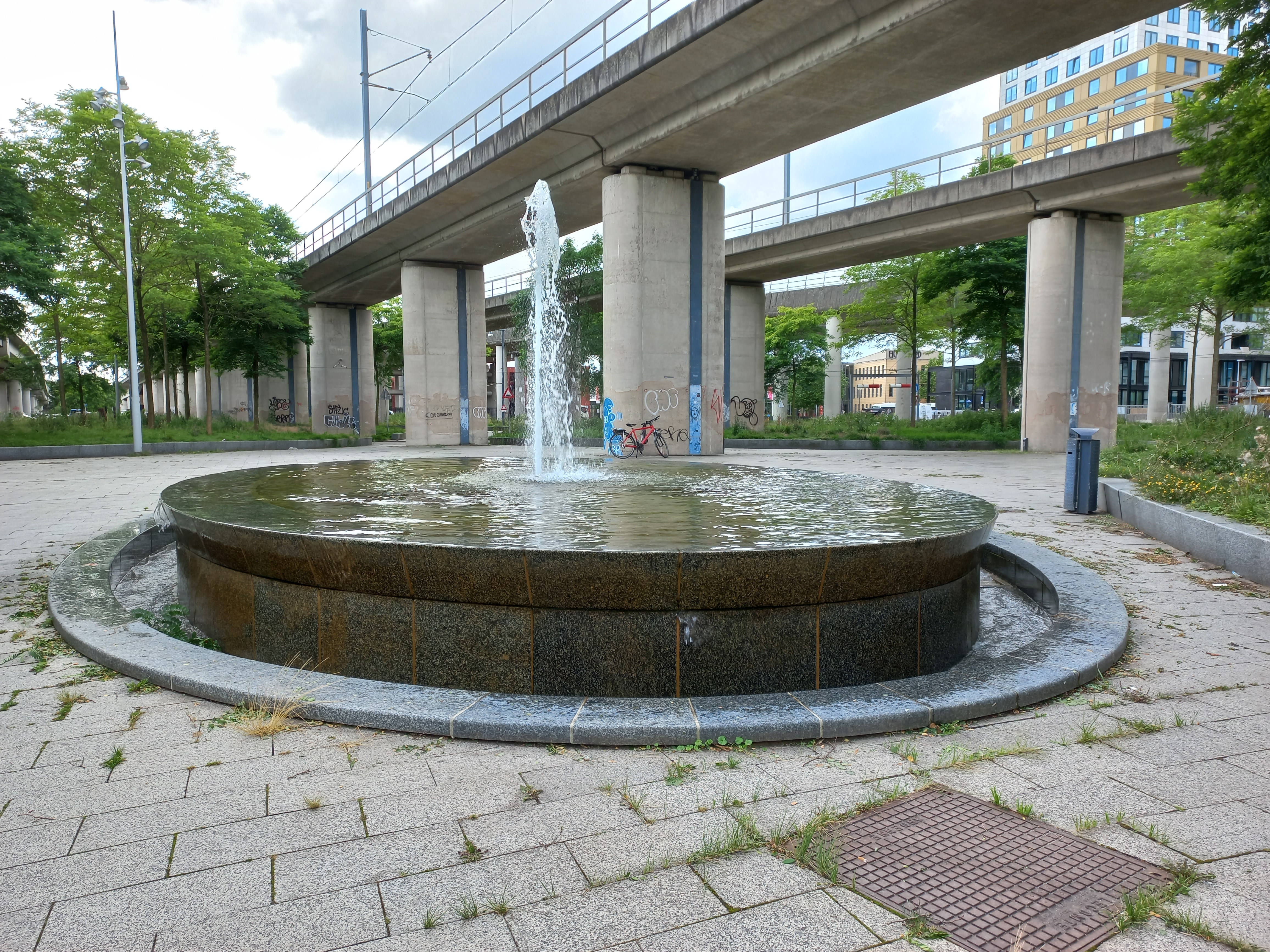
Fontein Carrascoplein (juli 2024)
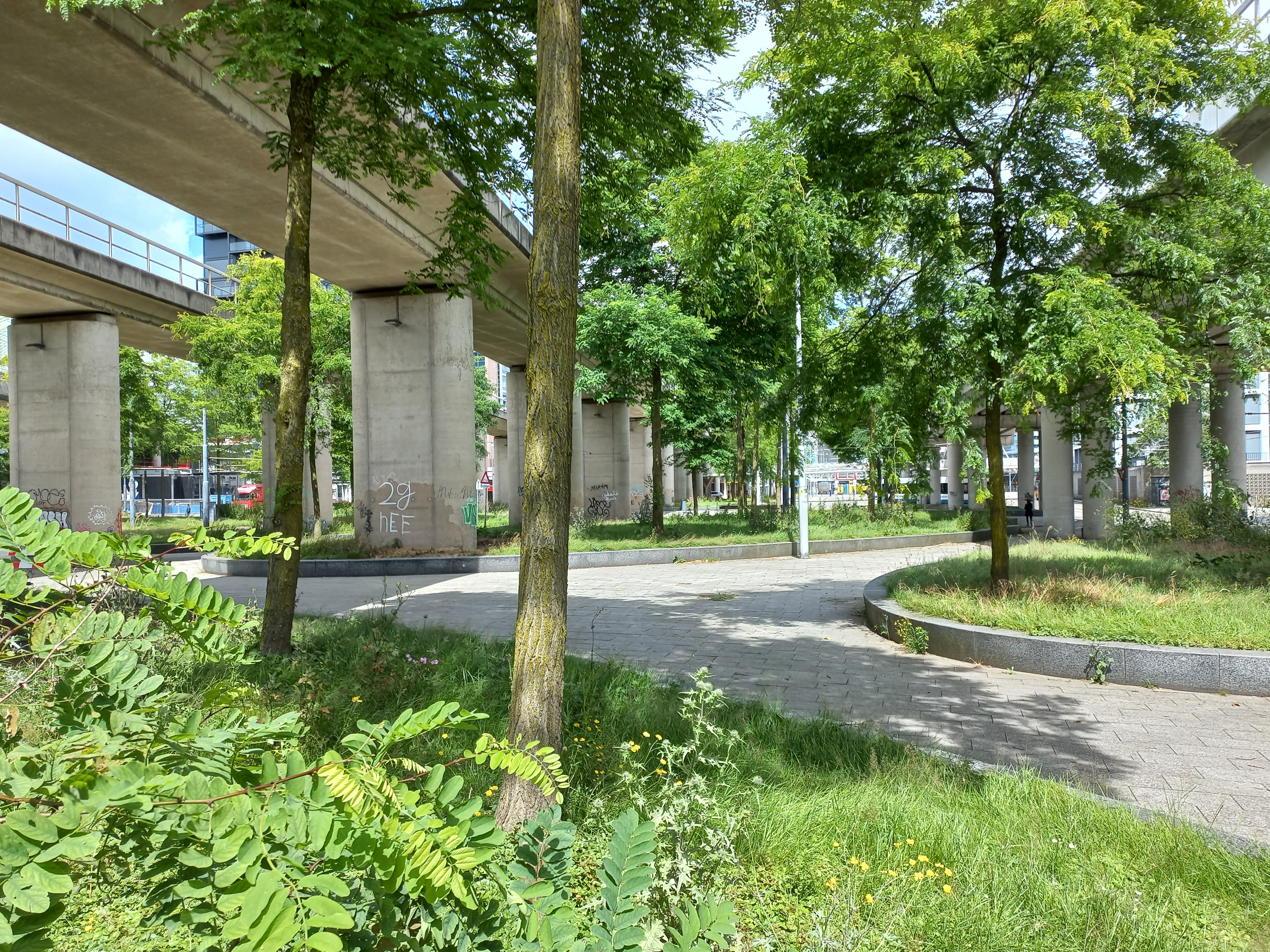
Carrascoplein (juli 2024)